# فراهية
فراهية هي قرية في مقاطعة ميانة، إيران. عدد سكان هذه القرية هو 77 في سنة 2006.